# بخش مدیسون (شهرستان کلارک، اوهایو)
بخش مدیسون (به انگلیسی: Madison Township) یک منطقهٔ مسکونی در ایالات متحده آمریکا است که در شهرستان کلارک، اوهایو واقع شده‌است.
 بخش مدیسون ۱۰۶٫۵ کیلومتر مربع مساحت و ۲٬۵۴۳ نفر جمعیت دارد و ۳۳۰ متر بالاتر از سطح دریا واقع شده‌است.